# Лалибела
 Тази статия е за града в Етиопия.  За императора на Етиопия вижте Гебре Мескел Лалибела.  
Лалибела (преди Роха) е град в Северна Етиопия. Той е второто свещено място в страната след Аксум.
Построен е от цар Лалибела с цел да бъде новият Йерусалим след завземането на Йерусалим от мюсюлманите през 12 век. По тази причина част от историческите сгради използват имената и облика на някои йерусалимски сгради. Скалните църкви са запазени и до днес. Тяхната архитектура е продължение на аксумския стил. Градът има население 14 668 души (2005). Има летище и две училища.